# آکادمی نظامی ملی افغانستان
آکادمی نظامی ملی افغانستان یکی از دانشگاه نظامی افغانستان در کابل می‌باشد. در این دانشگاه افسران نظامی بعد از چهار سال تحصیل فارغ‌التحصیل شده و وارد اردوی ملی افغانستان می‌شوند. این دانشکده بر طبق نمونه‌ای از آکادمی نظامی وست‌پوینت ایالات متحده، در سال ۲۰۰۵ تأسیس شد.
این آکادمی یکی از سه مؤسسه دانشگاهی دانشگاه دفاع ملی مارشال فهیم بود. این یک مؤسسه توسعه نظامی چهار ساله بود که به مأموران ارتش ملی افغانستان (ANA) و نیروی هوایی افغانستان (AAF) اختصاص داشت. مأموریت NMAA تولید افسران برای نیروهای مسلح افغانستان بود که دارای مدرک لیسانس چهار ساله نیز هستند. این آکادمی بر اساس آکادمی نظامی ایالات متحده و آکادمی نیروی هوایی ایالات متحده ایجاد شد. پس از سقوط جمهوری اسلامی افغانستان در ۱۵ اوت ۲۰۲۱ به دست طالبان و سقوط همزمان ارتش ملی افغانستان و نیروی هوایی افغانستان در همان روز، آکادمی رسماً تعطیل شد.

## دانشگاهیان
همه دانشجویان فارغ‌التحصیل از NMAA مدرک لیسانس دریافت می‌کردند که در زبان انگلیسی، مهندسی عمران، علوم کامپیوتر، مدیریت و حقوق (اسلامی، قانونی و عرفی) ارائه می‌شد.
همه دانشجویان به مدت چهار سال بر اساس دوره زبان آمریکایی که توسط مرکز زبان انگلیسی مؤسسه دفاعی زبان نوشته شده بود، به تحصیل انگلیسی پرداختند.
دانشجویان دانشکده افسری در تمرین آمادگی جسمانی صبحگاهی و تمرینات ورزشی بعد از ظهر به عنوان بخشی از آموزش افسری خود شرکت می‌کردند.

## آموزش نظامی
همه دانشجویان دانشکده افسری به عنوان ستوان دوم در ارتش ملی افغانستان یا نیروی هوایی افغانستان در یکی از مدارس شعبه آن مأمور شدند.
از اواسط سال ۲۰۱۰ تا اواسط سال ۲۰۱۱، NMAA تعداد مدارس را از هشت به دوازده افزایش داد. لیست فعلی مدارس زرهی، توپخانه، منابع انسانی، سیگنال، پیاده نظام، مهندسی، حقوقی، پلیس نظامی، لجستیک، امور مذهبی/فرهنگی، اطلاعات و مالی است.

### دانشکده زرهی
فرانسه و یونان مدرسه زرهی ANA را اداره می‌کردند. آنها مسئول اصلی راهنمایی تیپ مکانیزه اردوی ملی یعنی تیپ سوم قول اردوی ۲۰۱ مستقر در جلال‌آباد و تیپ سوم لشکر ۱۱۱ پایتخت مستقر در کابل بودند.

### دانشکده توپخانه
مدرسه توپخانه که در اکتبر ۲۰۱۰ افتتاح شد، از سال ۲۰۱۱ هنوز تحت نظارت آیساف در آموزش و پشتیبانی ارزیابی می‌شد.

### دانشکده سیگنال
مکتب سیگنال آکادمی ملی نظامی که در سال ۲۰۱۰ افتتاح شد که در مرکز آموزش نظامی کابل در شمال شرق کابل قرار دارد. این دانشکده توسط مربیانی از فنلاند، سوئد، نروژ، بریتانیا، کانادا و ایالات متحده هدایت می‌شد که مربیان سیگنال را تامین می‌کردند.
نقش این دانشکده از آن زمان به توسعه دوره‌های متعدد برای افسران ارشد تبدیل شده بود که آموزش ستاد فرماندهی سپاه ارتش افغانستان و مهارت‌های تخصصی مانند کابل‌کشی، شبکه‌های کامپیوتری، تعمیر و نگهداری، برنامه‌ریزی ارتباطات و سیستم‌های ماهواره‌ای را آموزش می‌داد.
در سال ۲۰۱۱ یک مدرسه سیگنال جدید نیز در کمپ شاهین در نزدیکی مزار شریف در شمال افغانستان برنامه‌ریزی شده بود.

### دانشکده مهندسی
نقش اصلی دانشکده مهندسی تامین دانشجویان دانشکده افسری و سربازان واجد شرایط مناسب برای سازمان‌های پشتیبانی رزمی تازه تاسیس اردوی ملی افغانستان است.

## نقش ائتلاف
ایالات متحده رهبری را در ارائه مشاوران و کمک‌های مالی به آکادمی از طریق فرماندهی انتقال امنیت ترکیبی - افغانستان (CSTC-A) بر عهده گرفته بود.
ترکیه تیمی از مربیان آموزش دیده را به آکادمی ارائه کرد و در ایجاد برنامه زبان ترکی، بخش علوم کامپیوتر و بخش ریاضیات کمک کرد. آنها همچنین بودجه‌ای را برای ایجاد امکانات تفریحی در نظر گرفته‌اند.
فرانسه و آلمان در توسعه دوره‌های زبان در آکادمی کمک کرده بودند.

## ثبت‌نام زنان
این آکادمی حدود ۴۰ دانشجوی دختر داشت که در رشته‌های پزشکی ثبت نام کرده بودند. این رشته مشترک زنان را قادر می‌سازد تا در محوطه دانشگاه تحصیل کنند، اگرچه آنها در خوابگاه‌های یک دانشگاه غیرنظامی در منطقه اسکان داده شده‌اند. آکادمی پیش‌بینی می‌کرد تا سال ۲۰۱۷ ده درصد از جمعیت دانشجویان را زنان تشکیل دهند.

## ارتباط با آکادمی‌های نظامی خارجی
رهبران نظامی افغانستان یک مطالعه بین‌المللی انجام دادند و از آکادمی نظامی ترکیه، آکادمی نظامی سلطنتی سندهرست، آکادمی خدمات بریتانیا و آکادمی نظامی ایالات متحده در وست پوینت بازدید کردند. 
افغان‌ها ایالات متحده را به عنوان الگوی آکادمی خود انتخاب کردند. رهبران نظامی افغانستان دو بار در بهار ۲۰۰۴ و ۲۰۰۵ از وست پوینت بازدید کردند تا بدانند چگونه وست پوینت فعالیت‌های توسعه‌ای را در حوزه‌های علمی، نظامی، فیزیکی و اخلاقی ادغام می‌کند تا فارغ‌التحصیلانی ایجاد کند که برای چالش‌های سربازان پیش‌ رو آماده باشند. 
آکادمی نیروی هوایی ایالات متحده مربیانی را برای برنامه نیروی هوایی در حال توسعه خود فراهم می‌کرد. 

## بازسازی
مکان آکادمی در همان مکان آکادمی هوایی اتحاد جماهیر شوروی زمانی که افغانستان را در دهه ۱۹۸۰ اشغال کرد، تاسیس و بنیاد نهاده شد. این مکان در طول سال‌های جنگ داخلی و تهاجم ائتلاف در اکتبر ۲۰۰۱ تقریباً ویران شد. 
ایالات متحده و ترکیه همزمان با برنامه‌ریزی، توسعه و بازسازی این مکان در بخش قرغه کابل پیش قدم شده‌ بودند. برآورد هزینه بازسازی حدود ۱۰۰ میلیون دلار بود. 